# Erythridula verdana
Erythridula verdana är en insektsart som först beskrevs av Ross och Delong 1953.  Erythridula verdana ingår i släktet Erythridula och familjen dvärgstritar. Inga underarter finns listade i Catalogue of Life.